# Volksburg (Stein)
Die Volksburg, auch Stein, Musburg oder Miesburg genannt, ist eine abgegangene mittelalterliche Höhenburg auf 485 m ü. NN über dem linken Ufer der Starzel 750 Meter westlich von Stein, einem Stadtteil von Hechingen im Zollernalbkreis in Baden-Württemberg.
Die Burg könnte im Mittelalter innerhalb einer vorgeschichtlichen Wallanlage als Volksburg gegründet worden sein. Die ehemalige Burganlage hatte eine etwa kreisförmige Kernburg, geschützt von einem Hauptgraben mit dreiseitig umlaufenden Wall- und Grabensystem. Als Besitzer wird die katholische Pfarrei in Stein genannt.
Der heutige Burgstall zeigt noch einen Schutthügel mit Mauerresten, vermutlich eines Wohnturms oder Bergfrieds, sowie Wall- und Grabenreste.